# متحف ارمات عمان

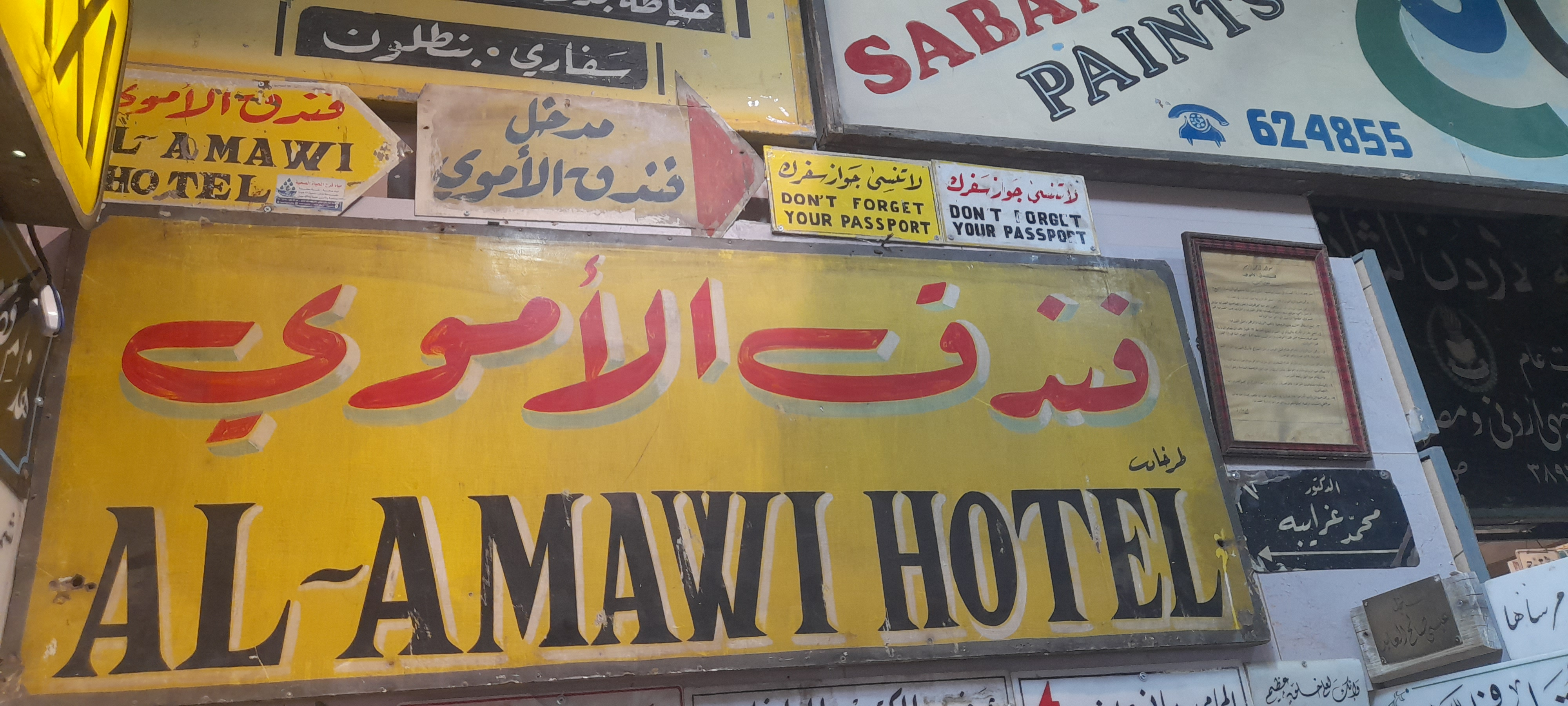

متحف آرمات عمّان Amman Sign Museum هو متحف متخصص في الأردن في وسط عمان، يعرض مجموعة من اللوحات الإعلانية القديمة (يطلق عليها سابقا اسم الآرمات) التي كانت تُستخدم على واجهات المحلات التجارية، والمقاهي، والمكاتب، والفنادق خلال العقود الماضية. تأسس المتحف في أغسطس 2020 على يد الفنان والخطاط الأردني غازي خطاب، ويهدف إلى الحفاظ على إرث الخط العربي الكلاسيكي وتوثيق جزء مهم من ذاكرة المدينة وهويتها. تبلغ مساحة المتحف 160م ويحتوي على مئات الآرمات التي يعود أقدمها إلى عام 1949.

## تاريخه
في أغسطس 2020، افتتح خطاب متحف الآرمات بعد أن تمكن من جمع مئات اللوحات الإعلانية التراثية، التي توثق حقبة الخمسينيات والستينيات من تاريخ عمّان. هذه اللوحات تسلط الضوء على جوانب اجتماعية وثقافية من تاريخ المدينة، من أسماء الأطباء والمحامين إلى محلات الخياطة، ومحطات المواصلات، وحتى الفنادق القديمة.

يروي مؤسس المتحف غازي خظاب قصة اول آرمة في المتحف حيث يقوا:
"في يوم الخميس 19/6/1980 انتهيت من تقديم امتحان "الدين" آخر امتحانات التوجيهي حينها، في اليوم التالي مباشرة نزلت إلى وسط البلد، كنت قد سمعت عن آرمة جديدة تم تعليقها في شارع بسمان للخطاط تيسير السادات، في ذلك الزمن كان المصورون ينتشرون عند مطعم السلام في شارع الملك فيصل يحملون كاميراتهم "البولارويد" للتصوير الفوري، وكانت أجرة الصورة التي تلتقطها مع مجسمات نجوم السينما حينها تكلفك نصف دينار، طلبت من المصور مرافقتي لشارع بسمان ليصورني تحت آرمة محل ملابس "صرصور"! وطلب دينارا ثمنا للصورة!

## المقتنيات
يضم المتحف مئات الآرمات التراثية، من أبرزها:
- لوحة "المخزن الملكي الهاشمي" التي تعود لعام 1949، وهي لوحة إعلانية لمحل معدات تصوير يملكه الأردني من أصل أرمني روبين كتشجيان.
- لوحة تعود للثمانينيات، تظهر خطاب وهو طالب ثانوي يقف تحتها، واليوم يعرضها في المتحف كتذكار لتلك الحقبة.
- لوحات لمحلات تجارية قديمة مثل مطحنة القهوة "سمراء عدن شربجي وفيومي"، و"الحمصي للقهوة والزعتر".
- لوحات لأطباء بارزين في عمّان، مثل زهير ملحس وزيد حمزة ونعيم شقم ومسلم قاسم.
- لوحة لفندق بغداد الذي أضيف مؤخرًا إلى المتحف، كجزء من توثيق تاريخ عمّان.

## تكريم الخطاطين
يخصص المتحف أيضًا زاوية خاصة لتكريم أشهر الخطاطين الكلاسيكيين الذين عرفتهم عمّان، حيث تُعرض أدواتهم التقليدية وصورهم الشخصية. هذه الزاوية تهدف إلى إبراز دور هؤلاء الفنانين في تشكيل الهوية البصرية للمدينة.